# Theretra 8-maculata
Theretra 8-maculata är en fjärilsart som beskrevs av Kirby 1892. Theretra 8-maculata ingår i släktet Theretra och familjen svärmare. Inga underarter finns listade i Catalogue of Life.